# NGC 5664
NGC 5664 (również IC 4455 lub PGC 52033) – galaktyka spiralna (Sa), znajdująca się w gwiazdozbiorze Wagi. Odkrył ją Francis Leavenworth 6 czerwca 1885 roku. Należy do galaktyk Seyferta typu 2.